# Cave del Predil
Cave del Predil (Sloveens: Rabelj, Duits: Raibl) is een grensplaats in de Italiaanse gemeente Tarvisio. Cave del Predil ligt aan de rand van het Val Canale. Cave del Predil maakte tot 1918 deel uit van het Oostenrijkse kroonland Karinthië, tegenwoordig is het een grensplaats aan de Italiaans-Sloveense grens. Het inwonertal van het dorp daalt snel als gevolg van de mijnsluiting en de geïsoleerde ligging.
De betekenis van Cave del Predil werd gedurende de eeuwen vooral ontleend aan de mijnbouw. Sinds de 14e eeuw werd er zink en lood gewonnen. Vergaande mechanisatie van de mijn vond in de loop van de 19e eeuw plaats. Een groot deel van de bevolking in de aangrenzende gemeente Bovec was in de mijn werkzaam. Om makkelijker toegang te hebben tot de mijn vanuit Bovec, is er aan het begin van de 20e eeuw een voetgangerstunnel van Bovec (ter hoogte van het fort Kluze) dwars door het bergmassief naar de mijn in Cave del Predil aangelegd.
Na de annexatie van Val Canale door Italië na de Eerste Wereldoorlog werden de mijnbouwactiviteiten onverminderd voortgezet. De mijn ging in 1963 over in staatsbezit, maar werd enkele jaren later weer geëxploiteerd door een bedrijf. Wegens lage rentabiliteit werd de mijn begin 1991 gesloten.
Tot aan het eind van de Eerste Wereldoorlog was de bevolking van Cave del Predil vrijwel uitsluitend Sloveens en Duits. Inmiddels is een groot aantal Italianen woonachtig in de plaats. Vanwege de economische malaise is het aantal inwoners sinds de mijnsluiting gestaag gedaald.
Tussen Cave del Predil en de grensovergang de Predilpas met Slovenië ligt het Meer van Predil (Sloveens: Rabeljsko jezero). Als gevolg van de gedichten van Simon Gregorčič uit Kobarid is het Meer van Predil in Slovenië bekender dan in Italië.

## Geboren in Cave del Predil
- Rolf Amtmann (1908-1992), filosoof, leerling van Othmar Spann

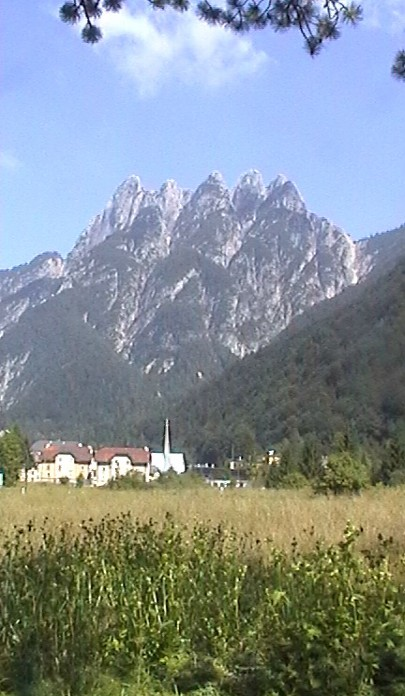
De berg Il Cinque Punti bij Cave del Predil, op de achtergrond de nieuwe parochiekerk en twee mijnwerkersflats

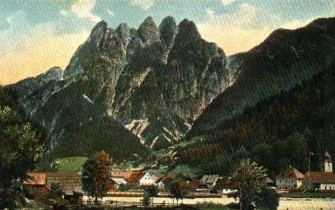
De berg Il Cinque Punti of Fünfspitz bij Cave del Predil rond 1915